# مردی برای تمام فصول (نمایش‌نامه)
مردی برای تمام فصول نمایشی از رابرت بولت است که براساس زندگی سر تامس مور ساخته شده است. شکل اولیه این نمایشنامه در سال ۱۹۵۴ برای رادیو بی‌بی‌سی نوشته شده بود و یک نسخه تلویزیونی زنده یک ساعته با بازی برنارد هپتون در سال ۱۹۵۷ توسط بی‌بی‌سی تولید شد اما پس از موفقیت بولت در گیلاس شکوفا، او آن را دوباره برای صحنه بازنویسی کرد.